# Villablanca
Villablanca est une ville d'Espagne située dans la province de Huelva en Andalousie. En 2010, elle compte 2 800 habitants dont le gentilé est villablanquero.

## Histoire
Étendue sur 9800 hectares, cette ville fut créée dans la première moitié du XVIe siècle sous le nom de Villa de la Puebla de Santa María la Blanca. Son tracé urbanistique est de modèle renacentista et est unique dans la province. Son économie a toujours été tournée vers l'agriculture et l'élevage. Depuis quelques années l'agriculture et l'élevage traditionnels ont été supplantés par une agriculture moderne.

## Monuments
La ville abrite l'église San Sebastian, construite en 1618, qui est un monument de valeur régionale, avec son clocher original.

## Fêtes
- La fiesta del Bollopico, dimanche de Resurrección (renaissance).
- La Romería de la Virgen de la Blanca, le troisième dimanche de mai.
- La Fiesta del Mercado, fin juin et début août, suivi de
- Las Fiestas Patronales de la Virgen de la Blanca.

Chaque année, depuis 1980, en plein été se fête « el Festival Internacional de Danzas de Villablanca » (le festival international de danse de Villablanca), qui réunit des danseurs de tous les continents et qui est une réunion culturelle pour la province de Huelva.